# The Broad

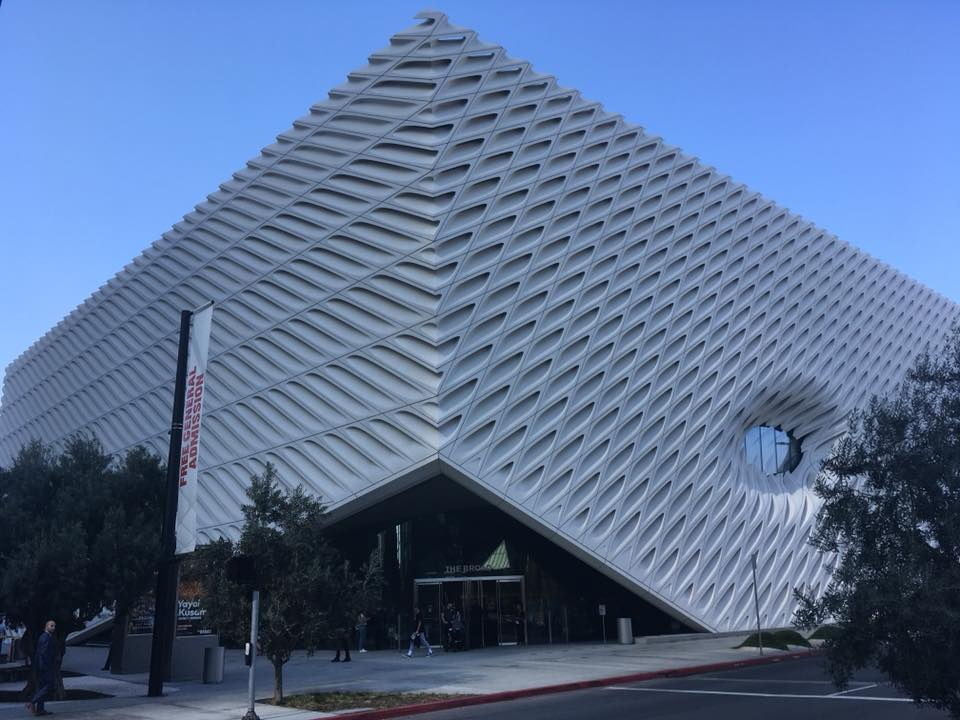
The Broad, 2017.

The Broad (uttal /broʊd/) är ett konstmuseum för samtidskonst i Los Angeles, invigt i september 2015.
Eli Broad (1933–2021) var en betydande konstmecenat i Los Angeles och tog initiativ till Grand Avenue Committee, som arbetar med utvecklingen av området kring  Grand Avenue i centrala Los Angeles. Han och Los Angeles borgmästare Richard Riordan ledde den medelinsamling som ledde till uppförandet av den av Frank Gehry ritade Walt Disney Concert Hall, som invigdes i oktober 2003. 
The Broad har en yta på omkring 11 000 kvadratmeter i tre våningar, med två utställningsvåningar och ritades av arkitektbyrån Diller Scofidio + Renfro.